# Иулиан Персиянин
Иулиа́н (др.-греч. Ιουλιανός; лат. Iulianus, Julianus; IV век) — христианский подвижник, пустынник, игумен монастыря в Месопотамии, преподобный.
Сведения о жизни Иулиана сообщает Феодорит Кирский в книге «История боголюбцев». Не сообщая о том откуда был Иулиан и когда он родился, Феодорит пишет о том, что Иулиан в глубине Парфянской пустыни нашёл нерукотворную пещеру и поселился в этом месте. Местные жители почтили Иулиана именем «сава» (סַבָא), что в переводе на греческий язык означает «старец», утвердил свою подвижническую келью на западе от  реки Евфрат, в краю, бывшем тогда Парфянским, в месте называемом также Осроена. Он проводил жизнь свою в посте и молитве, один раз в неделю принимал пищу; пищей ему был хлеб ячменный  из отрубей, приправой — соль, питием — родниковая вода.  В качестве молитв Иулиан использовал псалмы Давида. Видя его подвижническую жизнь, к нему начали приходить ученики и жить вместе с ним в пещере, Иулиан стал для них духовным наставником, таким образом он создал свою школу подвижничества. Число учеников Иулиана достигло ста человек. Одним из пришедших к Иулиану в качестве ученика был юноша благородного происхождения, знаменитый преподобный Астерий. Пройдя школу Иулиана, Астерий основал свою школу подвижничества для любителей любомудрия в окрестностях Гиндара (селения близ Антиохии), учеником Астерия становится Акакий. Иулиан вместе со своими учениками отправился на Синайскую гору, где создал храм в память обретения святым пророком Моисеем Скрижалей Завета. Иулиан в 364 году узнав об угрозах императора Иулиана по отношению к христианам, последний  перед походом против персов грозил совершенно истребить христиан, Иулиан дал Богу обет посвятить молитве десять дней и ночей: во время молитвы он услышал голос, говорящий, что нечистый и мерзкий поросёнок (император Иулиан) погиб. Хотя срок обета не кончился, Иулиан уже прекратил ходатайственную молитву и заменил её псалмопением, воссылая благодарственное пение Господу. В 364 году императором становится Валент, который исповедовал арианство, начинается гонение на православных, в это время был изгнан императором из Антиохии Мелетий Антиохийский. Ариане пронесли и распространили в Антиохии молву, будто и старец Иулиан придерживается догматов, проповедуемых ими. Православных особенно беспокоило как бы молва, обманув людей самых неопытных и простых, не завлекла их в сети еретиков. Флавиан, Диодор Тарсийский и преподобный Афраат обращаются к Акакию, они просят его, чтобы он взял к себе в спутники знаменитого Астерия — своего учителя и ученика святого старца Иулиана — и шёл к общему светилу Церкви, к столпу Евангельского учения — к Иулиану, чтобы просить его оставить свою подвижническую школу и прийти на помощь к тысячам православных, погибающих от обольщения, и росою своего пришествия потушить арианское пламя. Акакий отправился в путь, взяв с собой Астерия. Акакий и Астерий сумели уговорить Иулиана, тот оставляет отшельничество, в котором находился 40 лет, и вместе с Акакием и Астерием отправляется с проповедью против арианства. Успешно проповедовав и совершая многие чудеса, Иулиан возвращается в свою пещеру. В числе чудес, совершенных Иулианом — исцеление больных, умерщвление при помощи молитвы в городе Кире еретического епископа софиста Астерия, соблазнявшего христиан красноречием. Феодорит Кирский лично хорошо знавший Акакия Веррийского пересказал его повествование о Иулиане, услышанное им из уст Акакия.
Иулиан умер в своей пещере в конце IV века.